# Ferreyres
Ferreyres − miejscowość i gmina (commune) w zachodniej Szwajcarii, w kantonie Vaud, w okręgu (district) Morges. Leży nad rzeką Venoge.

## Demografia
W Ferreyres mieszka 308 osób. W 2021 roku 9,1% populacji gminy stanowiły osoby urodzone poza Szwajcarią.